# 千空えいる
千空えいる（ちあ えいる）は、日本のバーチャルYouTuber。愛称はちあちゃん。所属事務所はスターダストプロモーション。STARDUST VIRTUAL STUDIO(SVS)所属のバーチャルYouTuber4期生。

## 概要
誕生日は11月2日]であり、この日はチアリーディングの日でもある。身長164センチ。
キャラクター設定はチアリーダー姿の高校生となっているが、実際はギャルが多くて近寄れなかったチア部には入らず、一人で応援団を結成しているということになっている。
イラストレーターはミュシャ、Live2Dモーションデザインはわくー。がそれぞれ担当。
MT普通自動車免許を自動車教習所に通わず取得を目指すチャレンジや、免許取得後に一人北海道一周を行うといった、他のバーチャルYouTuberとは一線を画した内容の投稿を行っている。SVSに所属する前は、海外でダンス修行や、47全都道府県を旅した経験もある。
SVS所属後は配信でPCが必要であったが、当時まだPCを持っていなかったため自作PCを制作して使用している。

## 活動
2022年9月5日初配信。2025年2月21日にはチャンネル登録者数一万人を達成。